# 旗の日

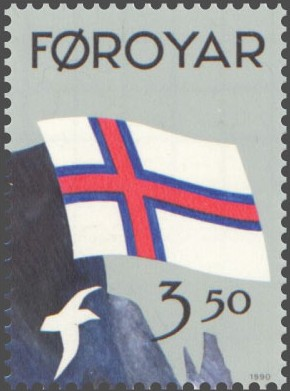
フェロー諸島の50回目の国旗の日

旗の日（英: flag day; フラッグ・デー、国旗の日）は、国旗のようなある特定の旗を掲揚するよう指定された、もしくは国旗の制定のような歴史的できごとを祝うために確保された、旗に関連する祝日である。
旗の日は国の法律として成文化されることが普通であるが、一部の国では元首による命令によって定められる場合もある。こうした法律や命令により、旗をどこに、どのようにして（例えば半旗）掲揚するかが定められている場合もある。法令よりも習慣の方が通用する場合もある。

## 各国・地域の旗の日
| 国・地域              | 日付            | 詳細 |
| --------------------- | --------------- | --- |
| アブハジア            | 7月23日         | 国旗の日。1992年7月23日に国旗を正式採用。 |
| アルバニア            | 11月28日        | 1912年の独立記念日。 |
| アルゼンチン          | 6月20日         | 現行の旗を制定したマヌエル・ベルグラーノの逝去日。 |
| アルバ                | 3月18日         | 国旗の日。1976年3月18日に国旗を制定。 |
| オーストラリア        | 9月3日          | 1901年にオーストラリアの国旗が初めて掲揚された日を記念。 |
| アゼルバイジャン      | 11月9日         | 2009年11月17日の大統領命令により制定。 |
| ブラジル              | 11月19日        | 国旗の日。1889年に国旗を制定。 |
| カナダ · - ケベック州 | 2月15日 1月21日 | カナダの国旗制定を記念する「カナダ国旗の日」。 1948年1月21日のケベック州旗の初掲揚を記念する「ケベック旗の日」（仏: Jour du Drapeau）。                                                                               |
| デンマーク            | 6月15日         | エストニアのタリンで1219年に行われた「ヴァルデマーの戦い」で、伝説によると旗（"Dannebrog"）が天がら降ってきたという日。また、第一次世界大戦後の住民投票により北シュレースヴィヒがデンマークに復帰した記念日でもある。 |
| エクアドル            | 9月26日         | 国旗の日（"Dia de la Bandera Nacional"）。1860年、グアヤキルの戦いの2日後に三色のエクアドル旗が再び使われるようになった。                                                                                             |
| イングランド          | 4月23日         | サン・ジョルディの日。イングランドのナショナルデー。 |
| エストニア            | 6月4日          | 国旗の日（"Eesti lipu päev"）。1884年、エストニアの国旗が初めて聖別された日。 |
| 欧州連合              | 5月9日          | シューマン宣言を記念するヨーロッパ・デー。 |

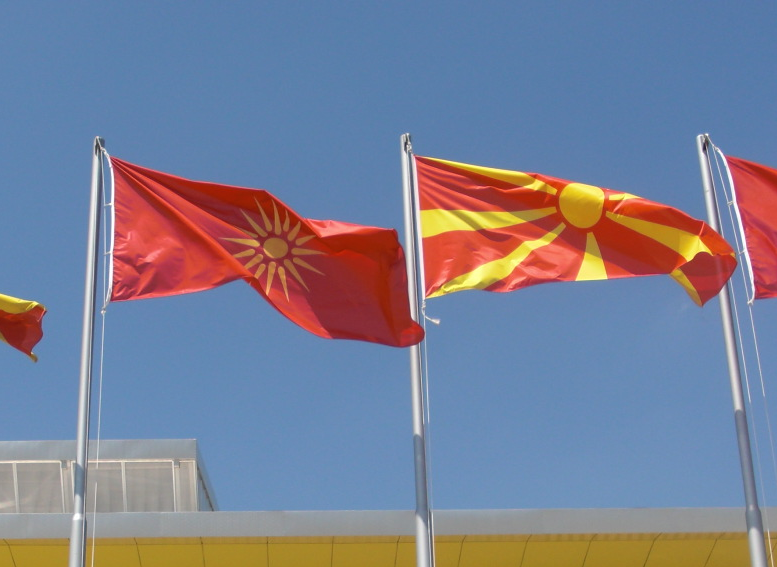
マケドニア共和国の新旧国旗

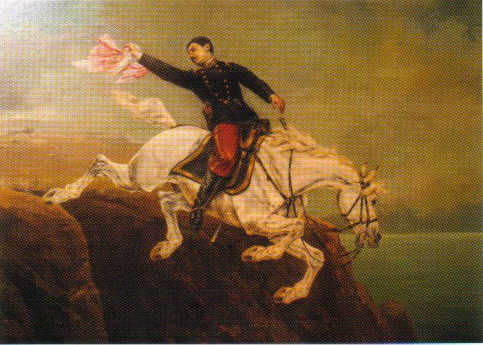
ペルーの国旗を守り崖へと転落するアルフォンソ・ウガルテ(1880)

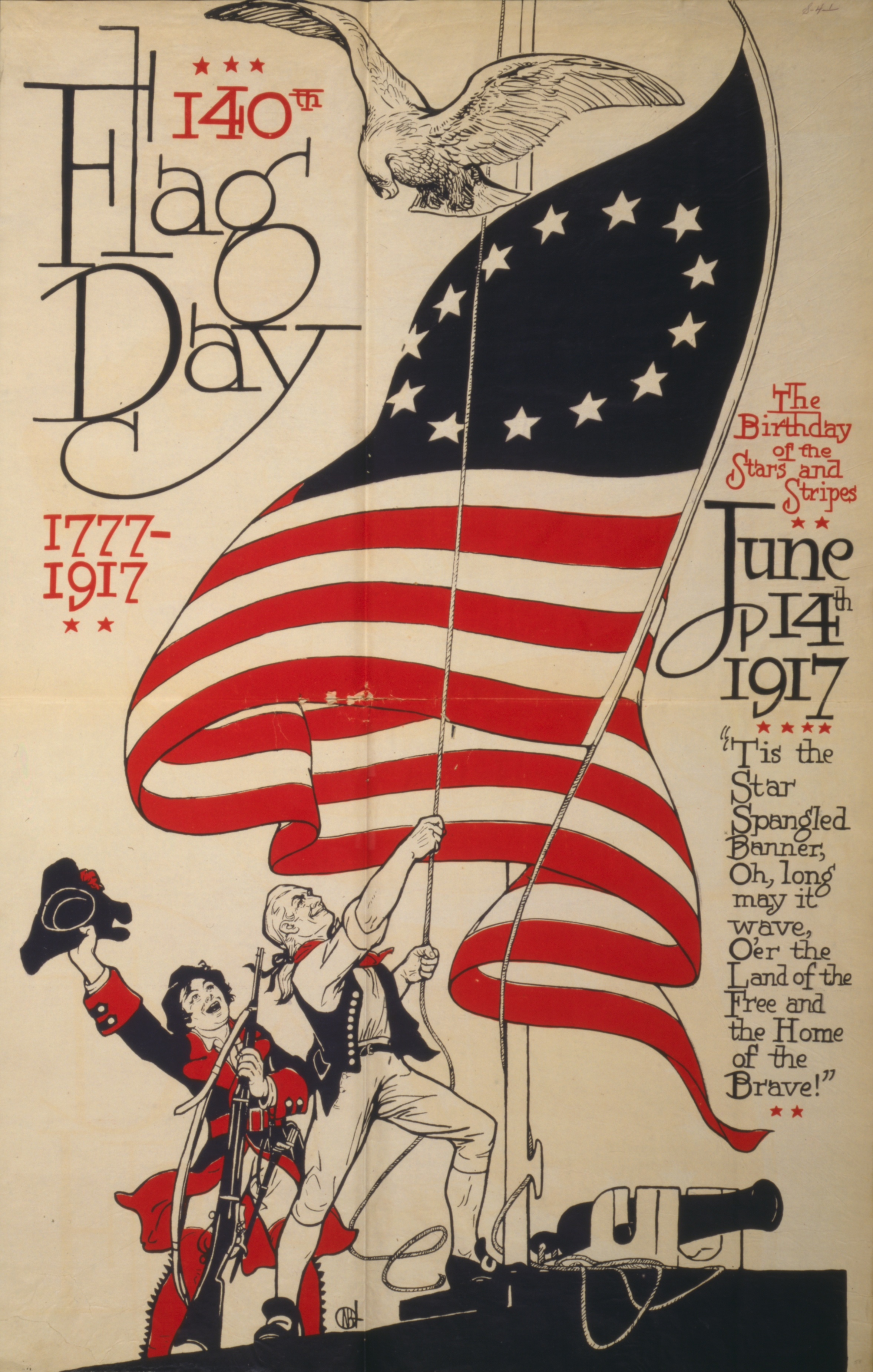
アメリカ合衆国の140回目の国旗制定記念日(1917)

| フィンランド          | ミッドサマー    | フィンランド国旗の日（"Suomen lipun päivä" または"Finlands flaggas dag"）が1934年以降毎年祝われている。 |
| フェロー諸島          | 4月25日         | |
| ハイチ                | 5月18日         | |
| イスラエル            | 1月16日         | イスラエルの国旗が正式に制定された日を記念する「ダビデの星の日」。 |
| イタリア              | 1月7日          | 1797年のイタリアの国旗の制定を記念する「三色旗の日」（Festa del tricolore）。 |
| 北マケドニア          | 毎月1日と15日   | マケドニア国旗の日（Ден на македонското знаме / Den na makedonskoto zname）。毎月1日と15日に、特別式典で旗が交換される。旗の制定を祝うものである。                                                                    |
| メキシコ              | 2月24日         | |
| パキスタン            | 8月11日         | 国民会議がこの日にパキスタンの国旗を制定。 |
| ペルー                | 6月7日          | アリカの戦いと、アルフォンソ・ウガルテの犠牲を記念。 |
| フィリピン            | 5月28日         | 1898年、フィリピン独立革命において、旗が初めて戦場に持ち込まれたことを記念。 |
| ポーランド            | 5月2日          | 2004年に導入された祝日。 |
| ルーマニア            | 6月26日         | 1998年に導入された祝日。ワラキア革命での法令第1号で青・黄・赤の三色旗が国旗とされたことを記念。 |
| ロシア                | 8月22日         | 1991年のこの日、ソ連8月クーデターが失敗に終わり、ロシア最高会議ビルに現在のデザインの旗が掲げられたことを記念。 |
| スコットランド        | 11月30日        | スコットランドのナショナルデー、聖アンデレの日。 |
| スウェーデン          | 6月6日          | 19世紀末からスウェーデン国旗の日（"svenska flaggans dag"）であるほか、1983年からはスウェーデンのナショナルデー（建国記念日）ともなっている。                                                                          |
| アメリカ              | 6月14日         | 星条旗の国旗制定を記念する国旗制定記念日。 |
| オーランド諸島        | 4月最終日曜日   | |